# Tadeusz Zysk
Tadeusz Zysk (ur. 28 czerwca 1953 w Porębie-Kocębach) – polski wydawca, psycholog społeczny i socjolog.

## Życiorys
Ukończył technikum chemiczne w Bydgoszczy oraz socjologię i psychologię na Uniwersytecie im. Adama Mickiewicza w Poznaniu. W latach 1982–1990 był pracownikiem Instytutu Psychologii Polskiej Akademii Nauk w Poznaniu. W 1984 obronił pracę doktorską z socjologii (jego promotorem był Stefan Nowak). W 1990 z Tomaszem Szponderem założył Dom Wydawniczy „Rebis”.
Jesienią 1993 założył wydawnictwo Zysk i S-ka. W 2014 został uznany przez tygodnik „Wprost” za 28. pod względem wpływów osobę w Polsce.
W wyborach w 2015, 2019 i 2023 bezskutecznie kandydował do Sejmu w okręgu 39 z listy Prawa i Sprawiedliwości. W wyborach samorządowych w 2018, także z ramienia PiS, kandydował na urząd prezydenta Poznania, zajmując 2. miejsce z wynikiem 48 374 głosy (21,31%).
Został członkiem zarządu Akademickiego Klubu Obywatelskiego im. Prezydenta Lecha Kaczyńskiego w Poznaniu. Wszedł w skład komitetu wspierającego kandydaturę Karola Nawrockiego na prezydenta RP w wyborach w 2025.

## Nagrody i wyróżnienia
- Śląkfa jako wydawca roku 1993 za działalność w „Rebisie”
- antynagroda Złoty Meteor (1994, 1995)[12]
- Złoty Krzyż Zasługi (2021)[13].